# Theridula
Theridula es un género de arañas de la familia Theridiidae, orden Araneae. Fue descrito por el americano James Henry Emerton en 1882.

## Especies
- Theridula albonigra Caporiacco, 1949
- Theridula albonigra vittata Caporiacco, 1949
- Theridula angula Tikader, 1970
- Theridula casas Levi, 1954
- Theridula emertoni Levi, 1954
- Theridula faceta (O. P.-Cambridge, 1894)
- Theridula gonygaster (Simon, 1873)
- Theridula huberti Benoit, 1977
- Theridula iriomotensis Yoshida, 2001
- Theridula multiguttata Keyserling, 1896
- Theridula nigerrima (Petrunkevitch, 1911)
- Theridula opulenta (Walckenaer, 1842)
- Theridula perlata Simon, 1889
- Theridula puebla Levi, 1954
- Theridula pulchra Berland, 1920
- Theridula sexpupillata Mello-Leitão, 1941
- Theridula swatiae Biswas, Saha & Raychaydhuri, 1997
- Theridula theriella Strand, 1907
- Theridula zhangmuensis Hu, 2001